# Svante Arrhenius
Svante August Arrhenius (19. února 1859, zámek Vik – 2. října 1927, Stockholm) byl švédský fyzik a chemik, jeden ze zakladatelů fyzikální chemie.V roce 1903 obdržel Nobelovu cenu za chemii za elektrolytickou teorii disociace. V roce 1896 byl první, kdo předpověděl vliv oxidu uhličitého vznikajícího spalováním uhlí na oteplování celé planety. Působil také jako pedagog na Stockholmské univerzitě a rektor Nobelova institutu.

## Život
Svante Arrhenius se narodil na panství Wik ve farnosti Balingsta u Uppsaly, kde jeho otec v té době působil jako správce. Krátce na to získal úřednické místo na univerzitě a rodina se přestěhovala do Uppsaly. Svante už v dětství projevoval nadání pro matematiku, ve škole ho bavila také fyzika. Udivoval svojí vizuální pamětí, což později využil ve své vědecké práci, protože byl schopen si vždy pamatovat velké množství údajů. Po maturitě začal v roce 1876 studovat matematiku, chemii a fyziku na Upsalské univerzitě. V lednu 1878, po pouhém roce a půl, promoval s titulem bakaláře umění. Pokračoval ve studiu s cílem získat doktorát, což se mu podařilo v roce 1884. Předmětem jeho disertační práce bylo zkoumání galvanické vodivosti elektrolytů. Zatím co profesoři uppsalské univerzity jeho teorie hodnotili s nedůvěrou, na univerzitě ve Stockholmu si Arrhenius získal významné zastánce jako byli například Erik Edlund nebo Otto Pettersson. Wilhelm Ostwald ho osobně navštívil ve Stockholmu a nabídl mu místo na polytechnice v Rize. Arrhenius získal cestovní stipendium Akademie věd, které mu umožnilo v následujících několika letech navštívit vědecká pracoviště v různých místech Evropy. V roce 1886 pracoval s Ostwaldem v Rize a Kohlrauschem ve Würzburgu, v roce 1887 byl u Boltzmanna ve Štýrském Hradci a v roce 1888 spolupracoval s van 't Hoffem v Amsterdamu. Po krátkém pobytu ve své vlasti pracoval v letech 1889–90 v Lipsku na Ostwaldově institutu fyzikální chemie a ve Štýrském Hradci. Během těchto let byl Arrhenius schopen prokázat vliv elektrolytické disociace na osmotický tlak, snížení bodu tuhnutí a zvýšení bodu varu roztoků obsahujících elektrolyty.
V roce 1891 Arrhenius přijal místona univerzitě ve Stockholmu, kde byl v roce 1895 jmenován profesorem fyziky. Od roku 1897 zastával i funkci rektora až do svého odchodu do penze v roce 1905. V roce 1900 vyšla jeho učebnice Lärobok i elektrokemi teoretisk (Učebnice teoretické elektrochemie), v roce 1903 pak Lehrbuch der kosmischen Physik (Učebnice kosmické fyziky). Později vydal i řadu populárních knih, které byly přeloženy do několika jazyků a vycházely v četných vydáních. Mezi ně patří Världarnas utveckling (1906, Světy v tvorbě), Stjärnornas Öden (1915, Osud hvězd), Kemien och det moderna livet (1919, Chemie a moderní život) a další.
V roce 1901 byl zvolen členem Královské akademie věd a v roce 1903 jako první Švéd získal Nobelovu cenu za chemii. Od roku 1905 vykonával funkci rektora nově ustaveného Nobelova institutu ve Stockholmu a byl i předsedou Nobelova výboru pro udělování cen za fyziku. Udílení Nobelových cen však mnohdy ovlivňoval ve prospěch přátel a v neprospěch oponentů. Výbor v té době silně upřednostňoval fyziky-experimentátory před teoretiky.
Na jaře 1927 Arrhenius rezignoval na funkci ředitele Nobelova institutu a v létě pracoval na svých pamětech. Zemřel 2. října 1927 ve Stockholmu ve věku 68 let na následky akutního střevního kataru. Podle svého přání byl pohřben v městě svého mládí, Uppsale.

### Soukromý život
Svante Arrhenius byl dvakrát ženatý. Jeho první manželkou byla od roku 1984 Brita Maria Margareta Sophia Rudbecková. Měli spolu syna Olofa (1895 – 1977). Manželství však bylo v roce 1896 rozvedeno. Jeho druhou ženou byla Maria Johanssonová (1871–1957), kterou si vzal v roce 1905. Manželé měli syna Svena (1909–1991) a dvě dcery.

## Vědecká práce
Arrhenius byl velmi všestranný vědec, který prováděl výzkum v oblastech tak rozmanitých, jako je fyzikální chemie, meteorologie, geofyzika, fyziologie a kosmologie.
Jeho nejvýznamnějším počinem je vypracování základů elektrolytické disociace, která ho napadla 17. května 1883. Zkoumal závislost vodivosti elektrolytů na teplotě. Teplota exponenciálně ovlivňuje rychlost reakce iontů, jejichž koncentraci byl schopen kontrolovat měřením vodivosti. Metodika hodnocení pomocí Arrheniovy rovnice je obecně přijímána.Arrheniova teorie následně vedla také k jedné z definic kyselin a zásad ve 20. století.
Zabýval se tématy souvisejícími s atmosférou a meteorologií, jako jsou polární záře, bouřky a kolísání klimatu. Domníval se, že tlak kosmického záření je přenášen vesmírem a vede tak ke světelným jevům, jako je polární záře. V roce 1895 představil teorii efektu skleníkových plynů. Arrhenius byl tak první kdo použil základní principy fyzikální chemie k odhadu míry, do jaké je zvýšení koncentrace atmosférického oxidu uhličitého odpovědné za zvyšující se povrchovou teplotu Země. V 60. letech 20. století David Keeling ukázal, že emise oxidu uhličitého způsobené člověkem jsou dostatečně velké, aby způsobily globální oteplování. Arrhenius též řešil otázku vlivu koncentrace oxidu uhličitého na nástup doby ledové; IPCC dnes zastává názor, že hlavním spouštěčem dob ledových jsou Milankovičovy cykly.
Arrhenius se intenzivně zabýval problémy kosmologie. V roce 1906 například založil teorii panspermie, která prosazuje hypotézu, že život se na Zemi dostal prostřednictvím meteoritů.
V oblasti fyziologie se soustředil na sérovou terapii. Ukázal, že zákony fyzikální chemie mohou být přímo aplikovány na sérovou terapii a na možnost interakce mezi toxinem a antitoxiny. Prokázal, že nejdůležitějším případem chemické rovnováhy v této oblasti je neutralizace toxinů antitoxiny. Arrhenius shrnul svou sérovou terapii v monografiích Immunochemie (Lipsko, 1907) a Kvantitativní zákony v biologické chemii (1915). Jeho populární práce v oblasti imunity se jmenuje O neštovicích (1913).
Byl jedním z předních vědců, který který se zabýval eugenikou a zasadil se o založení Státního institutu pro rasovou biologii (Statens institut för rasbiologi) v roce 1922.

## Vyznamenání a ocenění

### Řády
- Komandér s velkokřížem Královské švédské akademie výtvarných umění Řád polární hvězdy
- Komtur dánského řádu Dannebrog
- Velkokříž norského řádu sv. Olafa
- Velkodůstojník francouzské Čestné legie
- Velkodůstojník italského Řádu koruny

### Ostatní
Arrhenius byl členem mnoha akademií a vědeckých společností ve Švédsku i v zahraničí, včetně Královské společnosti věd v Uppsale (od roku 1899), Královské fyziografické společnosti v Lundu (od roku 1900), Královské švédské akademie věd (od roku 1901), Akademie věd v Göttingenu (od roku 1901) a Norské akademie věd (od roku 1902), Královské dánské akademie věd a Královské společností věd a literatury v Göteborgu (od roku 1903), Ruské akademie věd (od roku 1903), Královské akademie věd a výtvarných umění v Belgii (od roku 1907), Národní akademie věd Spojených států (1908), Americké filozofické společnosti (1911), Americké akademie umění a věd (1912). V roce 1904 se Arrhenius stal čestným členem Asociace švédských lékařů a v roce 1920 Královské švédské akademie inženýrství. V roce 1902 mu byla udělena Davyho medaile Královské společnosti. V roce 1911 se stal dopisujícím členem Académie des sciences.
Univerzity v Heidelbergu, Cambridge, Oxfordu, Greifswaldu, Lipsku, Groningenu, Edinburghu a Birminghamu mu udělily čestné doktoráty.
V roce 1911 se stal prvním držitelem ceny Willarda Gibbse. V roce 1920 mu byla udělena Franklinova medaile.
Jsou po něm pojmenovány krátery na Marsu, na Měsíci a asteroid 5697 Arrhenius.
Švédská chemická společnost uděluje Arrheniovu plaketu každoročně od roku 1962 za vynikající vědecký výzkum v oblasti chemie.